# Batty Weber
Batty (Jean-Baptiste) Weber (Rumelange, 25 de novembre de 1860 – ciutat de Luxemburg, 14 de desembre de 1940) fou un periodista i escriptor luxemburguès. És considerat un dels autors més influents de Luxemburg, contribuint al desenvolupament de la seva identitat nacional. El seu estil es caracteritza pel seu sentit de l'humor i hàbil ús de la ironia.

## Biografia
Fill del mestre Michel Weber i de la seva esposa Marie-Catherine Klein, la família aviat es va traslladar a Stadtbredimus, on Weber va passar gran part de la seva infància. Després d'assistir a l'Ateneu de Luxemburg, va estudiar filologia a les universitats de Berlín i Bonn, on va desenvolupar el seu interès pel teatre.

## Carrera
Després dels seus estudis, Weber va començar a treballar en l'administració del servei civil de Luxemburg i va desenvolupar les seves habilitats com a taquígraf. No satisfet amb el treball administratiu, va començar a col·laborar en diversos diaris. El 1883 va publicar el seu primer conte, «Mein Freund Günther» a Das Luxemburger Land. Aviat també va publicar notícies i contes a diaris luxemburguesos i estrangers. Després de publicar «Wolf Frank» (1887) a Luxemburger Zeitung, Weber va començar a col·laborar en la publicació Escher Zeitung amb «Bella Ghitta» (1889), la seva primera història sobre la zona minera del sud, seguida de «Hart am Abgrund» (1890), «Der Amerikaner» (1891) i «Die Verderberin» (1891). El 1893 va ser nomenat editor en cap de Luxemburger Zeitung.
Weber també va començar a escriure poemes en luxemburguès, com «Dem Jabbo seng Kap», que segueix sent popular a Luxemburg. La seva primera novel·la Fenn Kass, Roman eines Erlösten es basa en el seu període escolar a Luxemburg. Es va publicar en sèrie a Kölnische Zeitung el 1912 abans de ser publicat en forma de llibre l'any següent. Mentre que va escriure les seves novel·les en alemany, la majoria de les nombroses obres de teatre desimboltes de 1895 a 1922 eren en luxemburguès, tot i que «A Mondorf» (1900) i «Le couscous de la belle-mère» eren en francès.
El 1923, en el centenari de Dicks, va publicar el seu «Erënnerongen un den Dicks». Weber també va contribuir a promoure talents culturals de Luxemburg, incloent-hi autors com Alex Weicker, Marie-Henriette Steil, Albert Hoefler i Emile Marx i els pintors Joseph Kutter, Harry Rabinger, Jean Schaak i Nico Klopp. Una de les contribucions més importants de Weber a la identitat de Luxemburg va ser el seu «Abreisskalender», una columna diària publicada entre 1913 i 1940 a Luxembuger Zeitung, on comentava temes d'interès cultural local.
El 1903 es va casar amb Emma Brugmann. Batty Weber va morir a la ciutat de Luxemburg el 14 de desembre de 1940, i va ser enterrat al cementiri de Notre-Dame.

## Llegat
Des de 1987, s'entrega el Premi Batty Weber, el premi literari nacional de Luxemburg, a un escriptor luxemburguès per tota la seva obra literària.

## Obra seleccionada
- 1882: Mein Freund Günther
- 1889: Bella Ghita
- 1890: Hart am Abgrund
- 1891: Der Amerikaner
- 1891: Verderberin
- 1909: Über Mischkultur in Luxemburg
- 1912: Fenn Kaß
- 1922: Nick Carter auf dem Dorf
- 1923: Der Inseltraum
- 1926: Hände